# Stefan Ruppe
Stefan Ruppe (* 23. März 1981 in Landau in der Pfalz) ist ein deutscher Schauspieler, Musiker und Synchronsprecher.

## Leben
Stefan Ruppe absolvierte seine Ausbildung von 2005 bis 2009 an der Hochschule für Schauspielkunst „Ernst Busch“ Berlin. 2009 wurde er festes Ensemblemitglied am Münchner Volkstheater und spielte bis 2012 regelmäßig dort.
Von 2015 bis 2023 spielte er eine Hauptrolle als Dr. Elias Bähr in der Fernsehserie In aller Freundschaft – Die jungen Ärzte, einem Ableger von In aller Freundschaft.
Mit Jörg Koslowsky macht er regelmäßig Musik, zusammen sind sie „Gimmick“. Häufig musiziert er auch alleine.

## Filmografie
- 2009: Lila, Lila
- 2011: Tourist (Kurzfilm)
- 2011: SOKO München (Fernsehserie, Folgen: Tod eines Sergeants und Eine bessere Welt)
- 2012: Das Hochzeitsvideo
- 2012: Familie Sonntag auf Abwegen (Fernsehfilm)
- 2013: Im Netz (Fernsehfilm)
- 2014: Die Familiendetektivin (Fernsehserie, Folge: Liebeslied)
- 2014: Frauchen und die Deiwelsmilch
- 2014: Um Himmels Willen (Fernsehserie, 3 Folgen)
- 2015: Blindgänger (Fernsehfilm)
- 2015: Opa, ledig, jung (Fernsehfilm)
- 2015–2023: In aller Freundschaft – Die jungen Ärzte (Fernsehserie)
- 2017: Anne und der König von Dresden
- 2017: Götter in Weiß
- 2017: Chaos-Queens: Die Braut sagt leider nein (Fernsehfilm)
- 2017: Bad Cop – kriminell gut (Fernsehserie, Folge: Feuer und Flamme)
- 2018: Rewind – Die zweite Chance
- 2018: Tatort: Vom Himmel hoch (Fernsehreihe)
- 2018–2021: In aller Freundschaft – Die Krankenschwestern (Fernsehserie, 4 Folgen)
- 2019: In aller Freundschaft – Die jungen Ärzte – Ganz in Weiß (Fernsehfilm)
- 2021: In aller Freundschaft – Die jungen Ärzte – Adventskind (Fernsehfilm)
- 2022: In aller Freundschaft (Fernsehserie, Folge: Gemeinsam geht’s besser)
- 2025: Morden im Norden (Fernsehserie, Folge: Ruhe sanft)

Synchronrollen (Auswahl)
- seit 2022: Tell Me Lies (Fernsehserie) … als Wrigley

## Theater (Auswahl)
- 2007: „Schaum der Tage“, St. Pauli Theater, Hamburg, Regie: Alexander Riemenschneider
- 2007: „Der gute Mensch von Sezuan“, Maxim-Gorki-Theater, Berlin, Regie: Uta Koschel
- 2008: „Buy buy my love“, Lichthof Theater, Hamburg, Regie: Nina Pichler
- 2008: „Der Struwwelpeter“, Mecklenburgisches Staatstheater Schwerin, Regie: Peter Dehler
- 2009: „Der Kaktus“, Münchner Volkstheater, Regie: Bettina Brunier
- 2010: „Anna Karenina“, Münchner Volkstheater, Regie: Frank Abt
- 2011: „Die Dreigroschenoper“, Münchner Volkstheater, Regie: Christian Stückl
- 2012: „Der Stellvertreter“, Münchner Volkstheater, Regie: Christian Stückl
- 2012: „Der falsche Inder“, Münchner Volkstheater, Regie:Nicole Oder
- 2012: „Dantons Tod“, Münchner Volkstheater, Regie: Christian Stückl
- 2013: „Unschuld“, Theater Bremen, Regie: Alexander Riemenschneider
- 2022–2023: „Atem und Schmerz der Krieger“, diverse Spielorte, Regie: Daniel Anderson